# Герберт, Генри, 6-й граф Карнарвон
Генри Джордж Альфред Мариус Виктор Фрэнсис Герберт, 6-й граф Карнарвон (англ. Henry George Alfred Marius Victor Francis Herbert, 6th Earl of Carnarvon; 7 ноября 1898 — 22 сентября 1987) — британский пэр, носивший титул учтивости — лорд Порчестер с 1898 по 1923 год.

## Биография
Родился 7 ноября 1898 года в Лондоне. Единственный сын Джорджа Герберта, 5-го графа Карнарвона (1866—1923), и Альмины Уомбуэлл (1876—1969). В детстве проводил большую часть времени со своей бабушкой Мари «Миной» Уомбуэлл (урожденной Бойер). Он получил образование в школе Ладгроув, Итонском колледже и в королевском военном колледже в Сандхерсте. Во время Первой мировой войны он служил в составе 7-го королевского гусарского полка в Индии и Месопотамии, оставшись в армии после войны .
Он унаследовал титул графа Карнарвона в апреле 1923 года после смерти своего отца, который финансировал поиски археологом Говардом Картером гробницы Тутанхамона. Взгляд нового графа на предложенное «Проклятие Тутанхамона» заключался в том, что «как бы скептически я ни был настроен, я не мог сразу отмахнуться от этого вопроса», утверждая, что в тот момент, когда его отец умер 5 апреля в Египте, семейная собака выла и умерла сочувственной смертью в замке Хайклер, семейной резиденции. Став графом, он взял на себя ответственность за содержание замка Хайклер и его поместья площадью 4 000 акров. Его мать снова вышла замуж только через восемь месяцев после смерти первого мужа.
В марте 1940 года лорд Карнарвон поступил на службу в 7-й гусарский полк в чине лейтенанта . Во время войны он занимал ряд штабных должностей в Англии, дослужившись до звания подполковника. В 1948 году он был награждён медалью «Бронзовая звезда» США .
В то время как занятия лорда Карнарвона включали охоту на лис, стрельбу по тетеревам и поло , его главным интересом были скачки. Он заявил, что «скачки и разведение — это образ жизни, и я надеюсь, что буду продолжать это до конца своих дней». Он постоянно владел скаковыми лошадьми с 15 лет. Он также владел и управлял конным заводом Хайклер, основанным его отцом, который вырастил множество победителей, в том числе победителя Эпсомского дерби 1930 года Бленхейма. Он регулярно катался по равнине как любитель. Его сын, Генри Герберт, 7-й граф Карнарвон, унаследовав семейную любовь к лошадям и их разведению, стал менеджером скачек королевы Елизаветы II.
В некрологе Хью Массингберда он описывается как «самый бескомпромиссно прямой ловелас».

## Семья
Генри Герберт, 6-й граф Карнарвон, женился на американке Энн Кэтрин Тредик Венделл (1900—1977) 17 июля 1922 года в церкви Святой Маргариты в Вестминстере. Энн Кэтрин была дочерью актёра Джейкоба Венделла (1869—1911) и сестрой Филиппы Стюарт (1905—1974), графини Галлоуэй. Супруги развелись в 1936 году, родив двоих детей:
- Генри Джордж Реджинальд Молинье Герберт, 7-й граф Карнарвон (19 января 1924 — 11 сентября 2001). Он женился на Джин Маргарет Уоллоп, дочери достопочтенного Оливера Малкольма Уоллопа и Джин Мур, 7 января 1956 года. У них трое детей[14]:
  - Джордж Герберт, 8-й граф Карнарвон (род. 10 ноября 1956)
  - Достопочтенный Генри «Гарри» Герберт (род. 2 марта 1959)
  - Леди Кэролайн Герберт (род. 27 января 1962).
- Леди Энн Пенелопа Мэриан Герберт (3 марта 1925—1990). 21 апреля 1945 года она вышла замуж за своего троюродного брата капитана Рейнира Геррита Антона ван дер Вуда, сына Рэга ван дер Уорса и его жены Мэри Венделл, дочери гарвардского профессора Барретта Венделла. У них было трое детей[14]:
  - Майкл Геррит ван дер Вуд (25 марта 1946 — 14 января 2008)
  - Дэвид Энтони ван дер Вуд (род. 7 ноября 1947)
  - Пенелопа Кэтрин Мэри ван дер Вуд (19 августа 1952—1978).

1 сентября 1939 года лорд Карнарвон женился на австрийской танцовщице Оттилии Этель Леопольдин Лош (? — 1975), выступавшей под сценическим псевдонимом Тилли Лош. В 1947 году супруги развелись.
После его смерти 22 сентября 1987 года в возрасте 88 лет ему наследовал его старший сын Генри Джордж Реджинальд Молинье Герберт, 7-й граф Карнарвон.
У 6-го графа была младшая сестра, которая стала леди Эвелин Бичем.

## Публикации
В конце жизни он опубликовал две книги воспоминаний:
- No Regrets: Memoirs of the Earl of Carnarvon (1976) Weidenfeld and Nicolson (ISBN 0297772465)
- Ermine Tales: More Memoirs of the Earl of Carnarvon (1980) Weidenfeld and Nicolson (ISBN 0297777637)